# Асансьор

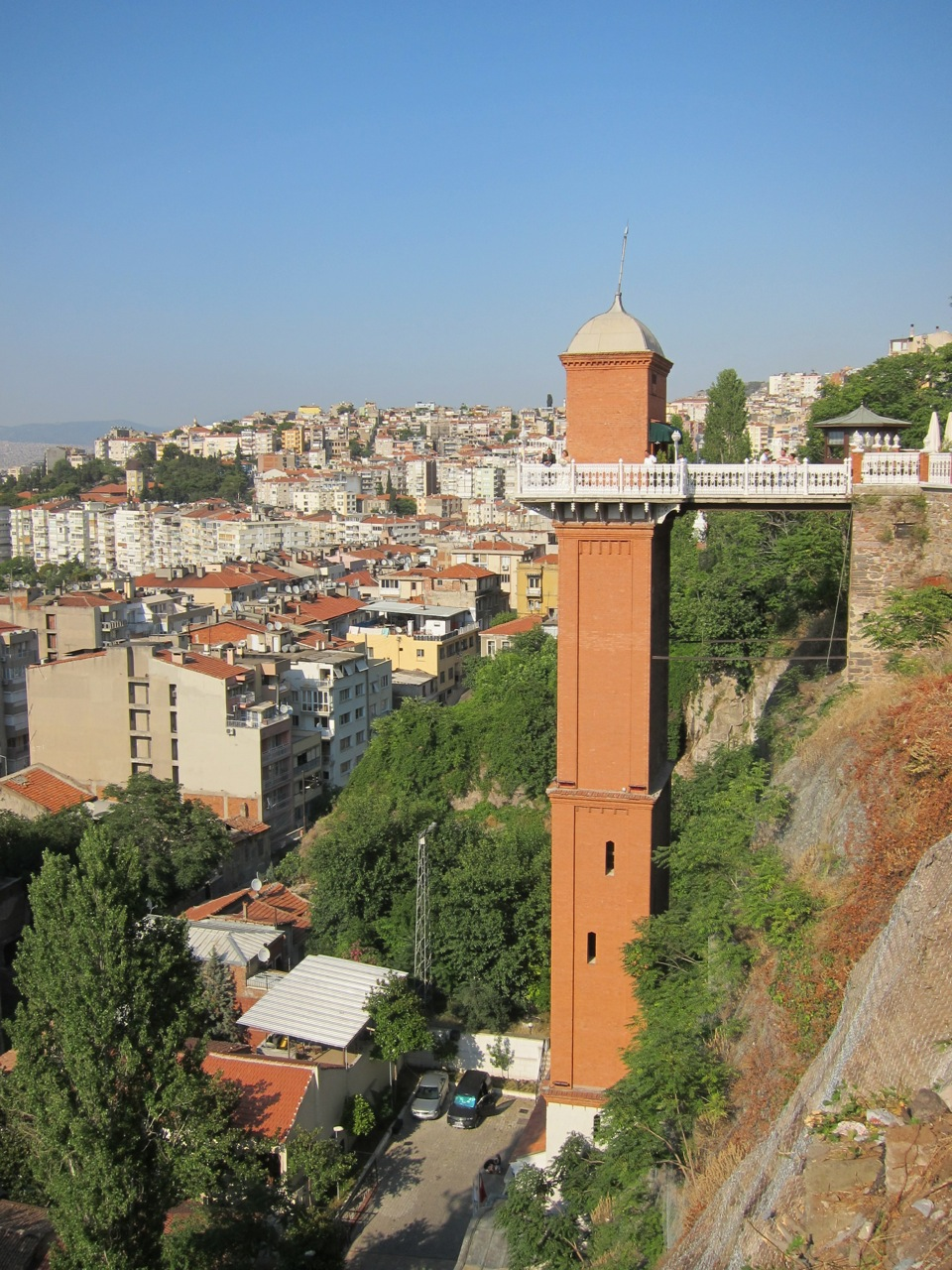
Асансьор у кварталі Караташ, Ізмір. Вид із заходу.

Асансьор (тур. Asansör), у дослівному перекладі «ліфт»; слово походить від французького слова ascenseur з тим же значенням) — вежа з громадським ліфтом, історична споруда в Ізмірі (Туреччина), кварталі Караташ району Конак. Побудована в 1907 році для полегшення підйому з морського узбережжя із кварталу Караташ до кварталу Халілрифат-Паша на пагорбі.

## Історія
Цегляна ліфтова вежа з двома ліфтами була побудована як благодійна у 1907 році єврейським банкіром і філантропом Несімом Леві Байраклиоглу (тур. Nesim Levi Bayraklıoğlu), щоб полегшити підйом із вулиці Мітхатпаша (Mithatpaşa Caddesi) до вулиці Халілрифат-Паша (Halilrıfat Paşa Caddesi), що знаходиться приблизно на 40 метрів вище по схилу пагорба. До будівлі ліфта для підйому між цими двома вулицями використовувалися сходи зі 155 сходинок.
У 1930-х роках у ліфтовій вежі розташовувалися кінотеатр, театральна сцена і фотостудія. У 1942 році споруду було продано Шеріф Резмі Рейєнту (Şerif Remzi Reyent). Після його смерті споруда перейшла у спадок до його племінниці, яка у 1983 році подарувала її місту. У першій половині 1990-х років ліфт реставрували.

## Конструкція, облаштування і зовнішній вигляд

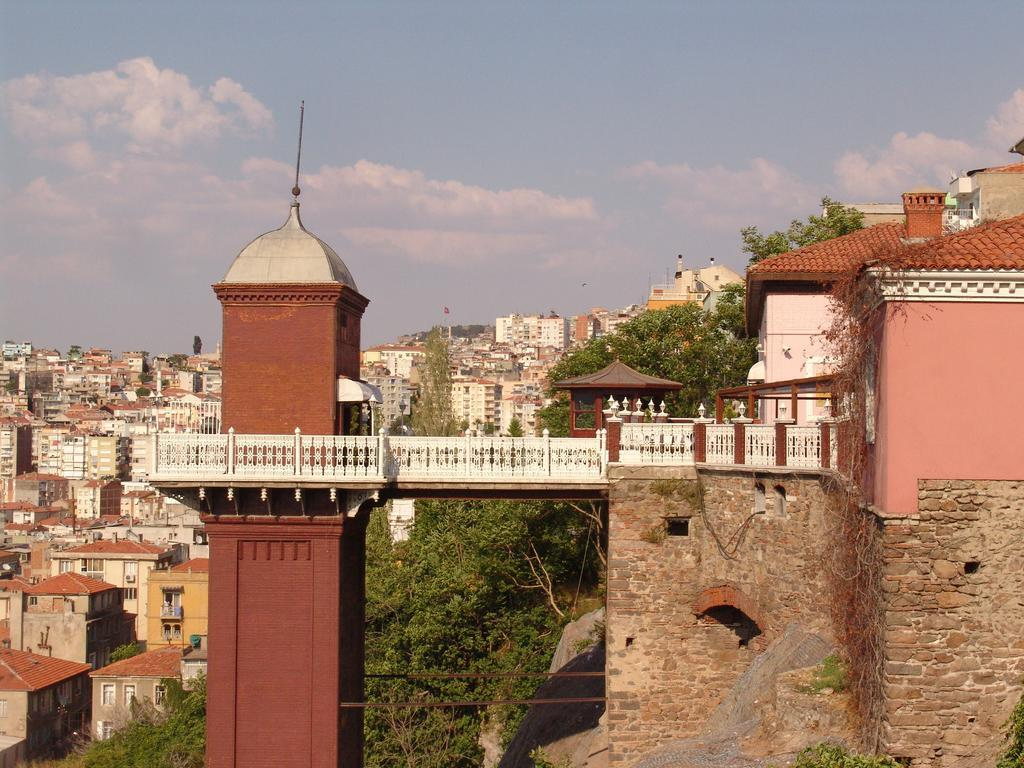
Асансьор. Верхня частина.

Квадратна у плані башта складається із чотирьох ярусів. Нижній чотириповерховий ярус вежі збудовано із каменю. Верхні два яруси викладені з цегли, яка доставлялася із Марселя. Ширина кожного наступного ярусу трохи менша, ніж попереднього, яруси відділені одна від одної цегляними молдингами. Вхід до вежі здійснюється через три дверні прорізи і знаходиться на її північній стороні. Над входом до вежі, на стіні, розташований круглий медальйон із зазначенням імені замовника споруди французькою мовою і ладіно: Ascenseur Construit par Nesim Levi Bayrakoğlu, 1907 («Ліфт побудований Несімом Леві Байракоглу, 1907»). Споруду проектували італійські та французькі інженери, оскільки замовник хотів облаштувати споруду на сучасний європейський манер. На фронтальній стіні кожного з цегляних ярусів — по чотири вікна. Третій ярус закінчується на рівні вулиці Халілрифат-Паша. Тут вежа оточена дерев'яним балконом, підтримуваним сталевими консолями. Чавунна огорожа балкона прикрашена мотивами, традиційними для Ізміра початку XX століття. Найвищий четвертий ярус підноситься над рівнем балкона, у ньому є два вікна із фронтального (північного) боку і двоє дверей із південного боку, які виходять на вулицю Халілрифат-Паша. Вежу увінчує металеве навершя зі штирем і декоративною прикрасою.
При будівництві кожен із ліфтів вежі мав різний привод: лівий приводився в дію паровою машиною, правий — електродвигуном. Паровий ліфт замінили електричним у 1985 році, так що сьогодні обидва ліфта у вежі електричні. При вході до холу вежі з боку вулиці Мітхатпаша ліворуч знаходиться збережене приміщення котельні і насосна станція. Праворуч — приміщення для персоналу. Навпроти входу — двоє ліфтових дверей. Хол прикрашений декоративними архітектурними елементами. Машинне відділення розташовується у верхній частині вежі, ліворуч від ліфта при вході з вулиці Халілрифат-Паша.

## Значення для міста
Вежа Асансьор є важливою туристичною пам'яткою Ізміра. Після реставрації у 1990-х роках на її вершині був облаштований однойменний ресторан. На балконі вежі розташоване кафе-тераса. З балкону вежі відкривається прекрасний вид на Ізмірську затоку і прилеглу до неї частину міста.
Незабаром, після побудови споруди, невеликий провулок, який веде до неї, був названий «тупиком Ліфта» (тур. Asansör Çıkmazı). У цьому провулку, з переважно єврейським населенням, у будинку номер 11 жив відомий співак і актор Даріо Морено. Сьогодні цей провулок названо його іменем (тур. Dario Moreno Sokağı — «провулок Даріо Морено»).

### Аналогічні споруди
- Катарінахіссен — у Стокгольмі
- Санта-Жуштський ліфт — у Лісабоні
- Елеватор Ласерда — у Сальвадорі